# Dialin
Dialin (systematicky 1,2-dihydronaftalen) je bicyklický uhlovodík se souhrnným vzorcem C10H10, podobný naftalenu, od kterého se liší tím, že jeden z jeho kruhů je částečně nasycen.